# نوگدو سان نیکولو
نوگدو سان نیکولو (به ایتالیایی: Nughedu San Nicolò) یک کومونه در ایتالیا است که در استان ساساری واقع شده‌است. نوگدو سان نیکولو ۶۷٫۸ کیلومتر مربع مساحت و ۸۲۸ نفر جمعیت دارد و ۵۷۷ متر بالاتر از سطح دریا واقع شده‌است.